# Peter Bader (Kirchenmusiker)

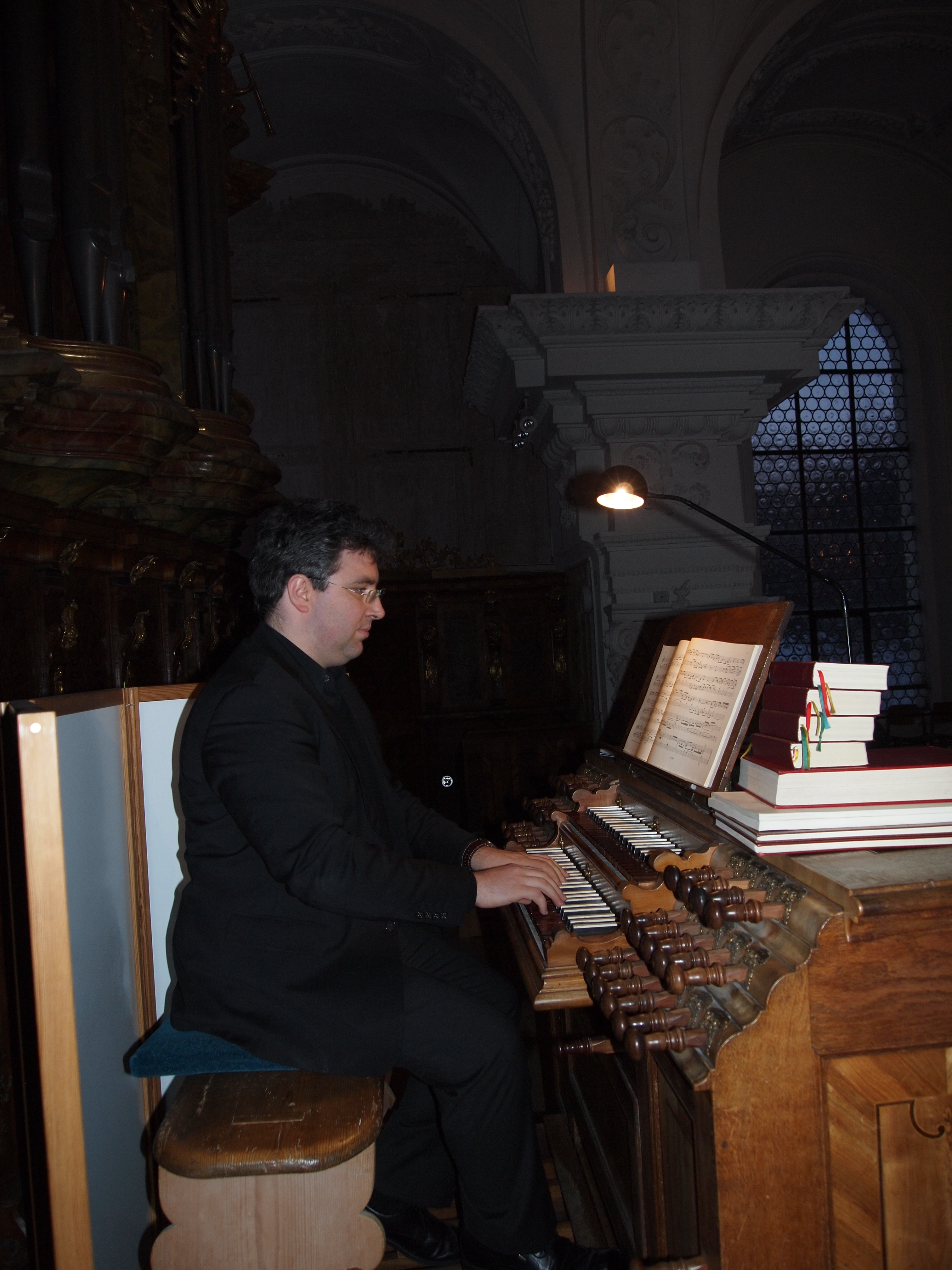
Peter Bader an der Freiwiß-Orgel in der Klosterkirche Irsee

Peter Bader (* 1976) ist ein deutscher Kirchenmusiker (Organist), Cembalist und Chorleiter.

## Lebenslauf
Bader erspielte sich 1997 einen 1. Preis beim Wettbewerb „Jugend musiziert“ für Klavierbegleitung. Nach privatem Orgelunterricht studierte er zunächst am Konservatorium, dann an der Hochschule für Musik Nürnberg-Augsburg die Fächer Kirchenmusik B und Musiklehrer, unter anderem Orgel bei Karl Maureen, Improvisation bei Johannes Mayr und Chorleitung bei Alfons Brandl. Im Jahr 2001 schloss er die Studien mit den Diplomprüfungen ab. 2002 erhielt er das künstlerische Diplom im Fach Orgel. Im Jahr 2004 absolvierte Peter Bader die Examensprüfungen zum Aufbaustudium Kirchenmusik A und das Meisterklassendiplom im Hauptfach Orgel. Er besuchte Interpretationskurse bei Ewald Kooiman, Stefan Engels, Jean-Claude Zehnder, Klemens Schnorr und Harald Vogel.
Schon während des Studiums war Bader als Klavier- bzw. Orgelbegleiter verschiedener Solisten tätig und wurde mit mehreren Musikpreisen ausgezeichnet, etwa 2000 beim Orgelwettbewerb für alte Musik in Füssen und 2004 beim „Wettbewerb der Nürnberger Nachrichten“. Im selben Jahr wurde er in die Förderung von Yehudi Menuhin Live Music Now aufgenommen.
Von 2001 bis 2006 war Peter Bader hauptamtlicher Kirchenmusiker an der Herz Jesu Kirche in Augsburg-Pfersee. Im September 2006 trat er die Kirchenmusikstelle an der Basilika St. Ulrich und Afra in Augsburg an. Seit 2004 unterrichtet er Chorleitung an der Hochschule Augsburg.
Zusammen mit dem Gitarristen Perry Schack spielt Bader am Cembalo als „Duo Fandango“.